# Anspornungstheorie
Die Anspornungstheorie ist eine positive Theorie zur Rechtfertigung der staatlichen Gewährung eines – zeitlich begrenzten – Ausschließlichkeitsrechts in Gestalt eines Patents an den Erfinder (oder dessen Rechtsnachfolger), § 6Patentgesetz (PatG). Die Anspornungstheorie wird heute, neben der Belohnungstheorie, als die wichtigste Rechtfertigungstheorie angesehen.

## Bedürfnis nach Rechtfertigung der Patentgewährung
Eine Rechtfertigung der Patentgewährung wird generell für notwendig erachtet, weil Monopole grundsätzlich im Widerspruch zu einem ungehinderten Wettbewerb der Marktteilnehmer stehen, einer der wichtigsten Komponenten der seit Alfred Müller-Armack in der Bundesrepublik Deutschland geltenden und allgemein anerkannten freien und sozialen Marktwirtschaft. Monopole stehen einem freien Wettbewerb als hinderlich entgegen, weil sie einen einzelnen Marktteilnehmer, nämlich den Monopolinhaber, gegenüber anderen Marktteilnehmern bevorteilen.

## Zielsetzung der Anspornungstheorie
Die Anspornungstheorie geht von ähnlichen Überlegungen aus wie die Belohnungstheorie: Für den wünschenswerten industriellen Fortschritt seien Erfindungen und ihre industrielle Verwertung notwendig. Ohne Erfindungen würden in einem funktionierenden Wettbewerb rasch (u. U. wirtschaftlich potentere) Nachahmer zur Stelle sein, die es verhinderten, dass der Erfinder bzw. Patentanmelder auch nur die für seine Erfindung aufgewendeten Kosten hereinbringen könnte. Wenn der Patentanmelder (Erfinder) keinen größeren Gewinn erhielte als den, der sich – ohne Patent – aus rein wettbewerblicher Ausnutzung der Erfindung ergeben könnte, müsste befürchtet werden, dass die Anzahl der Erfindungen stark rückläufig wäre. Umgekehrt bedeute es aber für den Patentanmelder (Erfinder) einen Anreiz, seine erfinderischen Bemühungen bzw. seine Patentanmeldetätigkeit zu verstärken, wenn seine Gewinnerwartungen durch die Aussicht auf ein Ausschließlichkeitsrecht in Gestalt eines Patents erhöht würden.
Die Idee der Anspornungstheorie soll übrigens auf Abraham Lincoln zurückgehen, der gesagt habe: „Das Patentsystem hat der Flamme des Genius´den Brennstoff des Geldvorteils hinzugefügt.“
Um der Realität gerecht zu werden, muss hier allerdings angemerkt werden, dass ein Patentanmelder keineswegs mit einer anschließenden Umsetzung seines Ausschließlichkeitsrechts rechnen darf. Vielmehr hängt eine Gewinnrealisierung noch entscheidend von den bekannten Unwägbarkeiten des Marktes, der Konjunktur und der gesamtpolitischen Situation ab. Dieses Gewinnrisiko kommt noch zu dem Risiko hinzu, auf seine Patentanmeldung überhaupt ein Patent erteilt zu bekommen.

## Kritik
Ebenso wie gegen die Belohnungstheorie könnte man auch gegen die Anspornungstheorie das Argument anführen, dass aus dieser keineswegs zwingend ein sich auf Ausschließlichkeitsrechte stützendes Patentsystem folgen müsse. Der Erfinder könne vielmehr durch eine entsprechende Anerkennung und – eventuell – einen Vergütungsanspruch gegenüber dem Staat in ausreichendem Maße (zu weiteren erfinderischen Aktivitäten) angespornt werden. Als problematisch würde es sich allerdings erweisen festzulegen, nach welchen Kriterien sich der Vergütungsanspruch im jeweiligen Einzelfall bestimmen soll.
Den kritischen Argumenten lässt sich indessen entgegenhalten, dass der Patentschutz – selbst wenn man seinen Anreiz für die unmittelbare Erfindungstätigkeit gering einschätzen würde – doch für die von der modernen Wettbewerbstheorie so kategorisch geforderte Innovation, d. h. den Entwicklungsprozess von der Erfindung bis zur Produktions- und Absatzreife, von größter Wichtigkeit ist. Denn die technische Entwicklung einer Erfindung erfordert in der Regel 10 bis 20 mal größere Aufwendungen als die Erzielung der Erfindung als solche. Nachdem man heute davon ausgehen muss, dass die überwiegende Zahl potenzieller bzw. aktueller Erfinder als Ingenieure in Unternehmen abhängig beschäftigt sind, müssen sich die Kritiker fragen lassen, ob Unternehmen in der Lage bzw. bereit wären, ein derartiges Kostenrisiko für Innovationen auf sich zu nehmen, wenn die ohnehin nicht völlig sicheren Gewinnerwartungen durch eine jederzeit zulässige Imitation vollends auf Null reduziert werden könnten.

## Gegenüberstellung: Anspornungstheorie – Belohnungstheorie
Die obigen Ausführungen zeigen, dass zwischen den beiden Theorien eigentlich kein essentieller Unterschied besteht. Beide Theorien basieren darauf, dem Erfinder eine „Belohnung“ für eine soziale Tat nämlich die Veröffentlichung seiner Erfindung, zu gewähren. Während hierbei die Belohnungstheorie sich gänzlich auf die vollbrachte Schöpfungsleistung konzentriert, was eine starke Betonung der Gerechtigkeitsidee bedeutet, ist die Anspornungstheorie eher zukunftsorientiert, womit sie volkswirtschaftlichen Aspekten vor reinen Gerechtigkeitserwägungen den Vorrang einräumt. Denn auch nach der Anspornungstheorie kann zwar nur eine vollbrachte Erfindung honoriert werden: Der Zweck dieser Honorierung liegt indessen darin, den Erfinder zu zukünftiger Erfindungstätigkeit zu motivieren. Insbesondere die Tatsache, dass an die Wirtschaft heute mehr denn je die Forderung nach zukunftsorientierter Spitzentechnologie gestellt wird, spricht unter diesem Aspekt dafür, der „modernen“ Anspornungstheorie gegenüber der Belohnungstheorie den Vorzug zu geben.